# Stronghold Kingdoms
Stronghold Kingdoms è un MMO strategico in tempo reale (MMORTS) con tema principale la costruzione di un proprio castello Medioevale. È stato sviluppato dalla Firefly Studios ed è basato sulla famosa serie di videogiochi Stronghold.

## Modalità di gioco
Ogni giocatore, ha inizialmente a disposizione un villaggio. Il giocatore ha facoltà di scegliere liberamente il nome del proprio villaggio. L'obiettivo primario è far crescere il villaggio e produrre risorse utili per il proseguimento del gioco.

## Ranghi
I ranghi disponibili nel gioco sono 23:
- Scemo del villaggio
- Zoticone
- Bifolco
- Paesano
- Servo
- Villano
- Servo a contratto
- Uomo libero
- Cittadino comune
- Capo clan
- Notabile
- Aldermanno
- Gentiluomo o Gentildonna
- Paggio
- Scudiero
- Cavaliere o Dama
- Barone o Baronessa
- Visconte o Viscontessa
- Conte o Contessa
- Marchese o Marchesa
- Duca o Duchessa
- Principe o Principessa
- Principe ereditario o Principessa ereditaria

## Mondi
In Stronghold Kingdoms i mondi si riferiscono ai vari server che ospitano le diverse istanze di gioco. Ogni mondo presenta una mappa del mondo che varia a seconda della lingua scelta. I giocatori possono essere attivi in qualsiasi mondo e in tutti i mondi simultaneamente, ma in un dato momento possono essere connessi esclusivamente ad un solo mondo.
Ogni mondo è indipendente dagli altri mondi del gioco e, di conseguenza, tutte le caratteristiche relative al giocatore (ad eccezione del blasone) si presentano separatamente in ciascun mondo. Corone, carte strategiche, Punti Carta, Gettoni Premium e pacchetti di carte acquistati dal giocatore saranno disponibili in tutti i mondi. Una volta giocati, i Gettoni Premium e le carte strategiche influenzeranno solo il mondo all'interno del quale sono stati giocati.